# Calomicrus lividus
Calomicrus lividus es un coleóptero de la familia Chrysomelidae.
Fue descrita científicamente por primera vez en 1866 por Joannis.